# Borghāt Pass
Borghāt Pass är ett bergspass i Indien.   Det ligger på gränsen mellan distrikten Pune och Raigad i delstaten Maharashtra, i den sydvästra delen av landet, 1 200 km söder om huvudstaden New Delhi. Borghāt Pass ligger 551 meter över havet.
Terrängen runt Borghāt Pass är huvudsakligen kuperad, men åt nordväst är den platt. Runt Borghāt Pass är det tätbefolkat, med 286 invånare per kvadratkilometer. Närmaste större samhälle är Khopoli, 2,6 km nordväst om Borghāt Pass. Trakten runt Borghāt Pass består till största delen av jordbruksmark.